# 命案十三宗

《命案十三宗》是高群书、柏杉执导的电视剧，2000年出品，共21集。

## 剧情简介
该作品取材并且改编于现实中的十三个案件，每个故事都是独立，并且和其他故事不相关，但是这些案件全部都是杀人案，并且这些案件的共同点都是凶手之前一般都是普通老实本分的一般人，可最后却因为一些原因而犯下了命案。并且这些凶手该电视剧所讲述的，就是这些案件发生的过程以及为什么会发生这些事情的原因。
同时这个电视剧也通过这些故事来警醒观众们一些事情，以及面对矛盾该用什么方式。

## 演员表
- 案件一
  - 张建新 饰 王玉全
  - 曹杰 饰 叶小琴
  - 郑强 饰 刘百顺
  - 赫金燕 饰 主角孩子的老师
  - 王玉凤 饰 孩子同学的家长
  - 张亚伟 饰 工长
  - 陈磊 饰 工友
- 案件二
  - 刘卫华 饰 赵鸣红
  - 詹杰 饰 白红
  - 陈亚南 杨金柱 饰 阿鲁
  - 邓彬 饰 刘法官
  - 史岩鹭 饰 赵妻
- 案件三
  - 宋静 饰 童玲
  - 李育生 饰 赵长林
  - 肖海航 饰 张武
  - 孟庆堂 饰 赵父
  - 王淑英 饰 赵母
  - 蔺意志 饰 童父
  - 魏雅娴 饰 童母
  - 赵守信 饰 赵清水
  - 管素赞 饰 表嫂
  - 杨建路 饰 赵弟
  - 徐磊 饰 赵弟媳
  - 程明 饰 童柱
  - 钱伟 饰 童锁
- 案件四
  - 李建苏 饰 李贵和
  - 朱艳铭 饰 马俊芳
  - 鲁秋 饰 马父
  - 赵素梅 饰 马母
  - 梁富元 饰 孙老板
  - 时胜霞 饰 凤儿
  - 高立 饰 娣儿
  - 曹东 饰 人事处长
  - 梁志辉 饰 秋花
  - 周平 饰 孔大姐
  - 吴金良 饰 老赵
- 案件五
  - 柏杉 饰 李力胜
  - 张蕾 饰 陈晓平
  - 吴相辉 饰 刘小路
  - 吴增龙 饰 大舅
  - 乔培荣 饰 陈母
  - 时景艳 饰 宋艳芳
  - 马考 饰 瑞忠
  - 刘士东、王志军 饰 打手
  - 阎晓明 、王领弟 饰 小贩
  - 朱晓东 饰 云峰
- 案件六
  - 靳志刚 饰 王志军
  - 陈兵（斌子） 饰 李学风
  - 常玉红 饰 鲁玉兰
  - 于启发 饰 李胖子
  - 高露 饰 魏春芝
  - 李广 饰 魏有中
  - 张秀文 饰 李父
  - 高祥 饰 刘总
  - 孔凡柳 饰 金刚
- 案件七
  - 肖海航 饰 林和平
  - 白三三 饰 齐文莉
  - 王领弟 饰 范处长
  - 朱洁贞 饰 林母
  - 尹胜楠 饰 萌萌
  - 周长云 饰 曹大妈
  - 刘丽 饰 满霞
  - 刘继伟 饰 多子
  - 于红霞 饰 多子妻
  - 李立 饰 田父
  - 杨中蔡 饰 田母
  - 张士舜 饰 老医生
- 案件八
  - 于鸿洲 饰 赵杰
  - 刘威葳 饰 傅丽红
  - 王柠（原名王宁） 饰 于文英
  - 张红 饰 张燕
- 案件九
  - 李梦男 饰 周国强
  - 张立 饰 鹰子
  - 李立军 饰 于辉
  - 于涛 饰 赵福泰
  - 张伯红 饰 周妻
  - 徐丽萍 饰 表姐
- 案件十
  - 李阳 饰 顺子
  - 周振国 饰 刘贵
  - 雷达 饰 王达
  - 杨彦斌 饰 小赵
  - 许彦秋 饰 刘仁
  - 范树海 饰 李俊
  - 蒋贝才 饰 门卫
  - 杨喜福 饰 老张
  - 乔艺枫 饰 高师傅
- 案件十一
  - 楮文珉 饰 万长发
  - 李进荣 饰 胡澍
  - 邓葳 饰 史晓华
  - 魏青 饰 万妻
  - 潘静玉 饰 女儿
  - 史磊 饰 外甥
  - 王云菊 饰 张姐
  - 陈如珍 饰 万母
  - 王文华 饰 田建设
- 案件十二
  - 李健 饰 王鹏
  - 郭璐 饰 李丽
  - 黄永刚 饰 高野
  - 张伟 饰 张宇飞
  - 李阳 饰 赵辉
  - 周宁 饰 老鼠

（待补充）

## 電視原聲
| 曲序 | 曲目                   |        | 作曲   | 演唱 |
| ---- | ---------------------- | ------ | ------ | ---- |
| 1.   | 征服（第一案的主题曲） | 袁惟仁 | 王继康 | 那英 |

## 相關連結
- 豆瓣链接 （页面存档备份，存于）
- 评价 （页面存档备份，存于）